# Nguyễn Quang Dũng (chính khách)
Nguyễn Quang Dũng (sinh ngày 1 tháng 1 năm 1966) là kiểm sát viên Viện kiểm sát nhân dân tối cao và chính trị gia người Việt Nam. Ông hiện là Phó Viện trưởng Viện kiểm sát nhân dân tối cao, đại biểu Quốc hội Việt Nam khóa XIV nhiệm kì 2016-2021, thuộc đoàn đại biểu Quốc hội tỉnh Quảng Nam. Ông nguyên là Vụ trưởng Vụ Thực hành quyền công tố và kiểm sát điều tra án kinh tế (Vụ 3), Viện kiểm sát nhân dân tối cao Việt Nam, Viện trưởng Viện kiểm sát nhân dân cấp cao tại Đà Nẵng, Ủy viên Ủy ban Tư pháp của Quốc hội Việt Nam khóa 14. Ông lần đầu trúng cử đại biểu Quốc hội năm 2016 ở đơn vị bầu cử số 1, tỉnh Quảng Nam gồm có thị xã Điện Bàn và các huyện: Đại Lộc, Đông Giang, Tây Giang, Nam Giang, Phước Sơn. Nguyễn Quang Dũng từng là Viện trưởng Viện kiểm sát nhân dân tỉnh Quảng Nam (2014-2016).

## Xuất thân
Nguyễn Quang Dũng quê quán ở Thị trấn Nam Phước, huyện Duy Xuyên, tỉnh Quảng Nam.

## Giáo dục
- Giáo dục phổ thông: 12/12
- Đại học Luật Thành phố Hồ Chí Minh chuyên ngành hình sự
- Thạc sĩ Luật và Tiến sĩ Luật tại Học viện Cảnh sát nhân dân, Bộ Công an
- Cao cấp lí luận chính trị

## Sự nghiệp
Ông gia nhập Đảng Cộng sản Việt Nam vào ngày 28/12/1991.
Ngày 3 tháng 6 năm 2014, Nguyễn Quang Dũng, nguyên Phó Viện trưởng Viện kiểm sát nhân dân tỉnh Quảng Nam, được Phó Viện trưởng Viện kiểm sát nhân dân tối cao Việt Nam Bùi Mạnh Cường trao quyết định bổ nhiệm giữ chức vụ Viện trưởng Viện kiểm sát nhân dân tỉnh Quảng Nam nhiệm kì 5 năm kể từ ngày 1 tháng 6 năm 2014 thay cho ông Đinh Xuân Thảo nghỉ hưu.
Khi lần đầu ứng cử đại biểu Quốc hội Việt Nam khóa 14 vào tháng 5 năm 2016 ông đang là Tỉnh ủy viên, Bí thư Ban cán sự Đảng ủy, Viện trưởng Viện Kiểm sát nhân dân tỉnh Quảng Nam, làm việc ở Viện Kiểm sát nhân dân tỉnh Quảng Nam, có bằng cao cấp lí luận chính trị.
Ông đã trúng cử đại biểu Quốc hội năm 2016 ở đơn vị bầu cử số 1, tỉnh Quảng Nam gồm có thị xã Điện Bàn và các huyện: Đại Lộc, Đông Giang, Tây Giang, Nam Giang, Phước Sơn, được 279.616 phiếu, đạt tỷ lệ 82,37% số phiếu hợp lệ.
Ông nguyên là Tỉnh ủy viên, Viện trưởng Viện kiểm sát nhân dân cấp cao tại Đà Nẵng, Ủy viên Ủy ban Tư pháp của Quốc hội.
Từ ngày 1 tháng 4 năm 2020, Nguyễn Quang Dũng, Kiểm sát viên cao cấp, Viện trưởng Viện kiểm sát nhân dân cấp cao tại Đà Nẵng, được điều động, bổ nhiệm giữ chức vụ Vụ trưởng Vụ Thực hành quyền công tố và kiểm sát điều tra án kinh tế (Vụ 3), Viện kiểm sát nhân dân tối cao Việt Nam.

## Đại biểu Quốc hội Việt Nam khóa 14 nhiệm kì 2016-2021
Chiều ngày 4 tháng 11 năm 2019, khi thảo luận về công tác của các cơ quan tư pháp tại Quốc hội, đại biểu Nguyễn Quang Dũng đã phản đối mạnh mẽ đại biểu Lưu Bình Nhưỡng vì ông Nhưỡng cho rằng vị thế của ngành kiểm sát nhân dân giảm sút so với trước. Nguyễn Quang Dũng cho rằng phát biểu của đại biểu Lưu Bình Nhưỡng là hồ đồ, xúc phạm cán bộ ngành kiểm sát.